# Tweety Carter
Demond "Tweety" Carter (New Orleans, Louisiana, 25 de octubre de 1986) es un jugador de baloncesto estadounidense que pertenece a la plantilla del Benfica de la Liga Portuguesa de Basquetebol. Con 1,80 metros de estatura, juega en la posición de base. 

## Trayectoria deportiva
Jugó cuatro temporadas con los Baylor Bears y tras no ser elegido en el Draft de la NBA de 2010, jugaría con los Tulsa 66ers en la liga de desarrollo de la NBA. Tras su primera experiencia como profesional, daría el salto a Europa para convertirse en un trotamundos del basket europeo.
Más tarde, jugaría en países como Croacia, Israel, Letonia, Alemania, República Checa, Lituania y Francia, entre otros.
En verano de 2017 firmó con el ESSM Le Portel de la Pro A francesa.
En la temporada 2020-21, firma por el Benfica de la Liga Portuguesa de Basquetebol.